# Miss Walker
Miss Walker est la soixante-douzième histoire et le 54e tome de la série Les Tuniques bleues de Lambil et Raoul Cauvin. Elle est publiée pour la première fois du no 3773 au no 3778 du journal Spirou, puis en album en 2010.

## Résumé
Confronté à la perte du médecin de son unité lors de la dernière bataille, le général Alexander fait appel à Mary Edwards Walker, un médecin féminin au caractère très fort, antimilitariste et féministe convaincue. Blutch se met aussitôt à son service, ce qui le dispense de charger avec le 22° Régiment. Très vite, il devient le larbin de Miss Walker ce qui suscite les moqueries de Chesterfield.
La description clinique que fait Miss Walker des graves blessures de guerre qui peuvent résulter des combats démoralise les soldats et se traduit par de nombreuses désertions. Alexander décide alors de l'envoyer secourir des soldats blessés sur le front en la faisant escorter par Blutch et Chesterfield. Il s'agit en réalité d'une ruse pour la faire capturer par les confédérés.
Le plan fonctionne : les propos de Miss Walker sur les horreurs de la guerre produisent le même effet démoralisateur dans le camp sudiste et l'attaque prévue par leur général ne peut avoir lieu faute de troupes. Selon un raisonnement similaire à celui d'Alexander, il la libère avec Blutch et Chesterfield, qui échappent ainsi une nouvelle fois à Cancrelat. Conseillé par Stilman, le général Alexander la renvoie auprès du général Grant, toujours en compagnie de son escorte. Grant est furieux du retour de l'encombrante Miss Walker et passe sa rage sur Blutch et Chesterfield qui sont contraints de se réfugier dans un ballon d'observation.

## Personnages
- Cornélius Chesterfield
- Caporal Blutch
- Mary Edwards Walker
- Général Alexander

## Contexte socio-historique
Le scénariste de bande dessinée, Raoul Cauvin, s’est inspiré de la vie de Mary Edwards Walker pour imaginer le scénario de cet album.

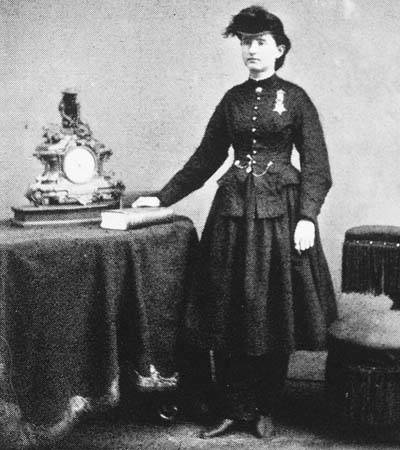
Mary Edwards Walker porte le bloomer

Dans la BD, on retrouve le personnage principal « Miss Walker » qui a véritablement existé sous le nom de Mary Edwards Walker. Elle était une chirurgienne diplômée du collège de médecine de Syracuse, élément également présent dans la BD. Mary Edwards Walker était mariée à Albert Miller, un de ses anciens camarades de classe, lui-même devenu docteur. Cette union s’est clôturée par un divorce provoqué par la tromperie d’Albert Miller, ce qui aura eu pour conséquence la mauvaise humeur de Mary Edwards Walker et son mépris pour les hommes. Albert Miller ne supportait pas les goûts vestimentaires de son épouse. En effet, le docteur Walker avait une drôle de façon de s’habiller comme on peut le constater sur la photo à droite. Elle porte ce qu’on appelle le bloomer, mode lancée par Amélia Bloomer, une féministe qui a toujours rejeté les vêtements trop féminins, voulant une tenue plus virile comme nous le montre Raoul Cauvin à travers les dessins de la BD. Le scénariste exprime bien le fait que Mary Edwards Walker était une femme constamment de mauvaise humeur, une femme autoritaire et féministe au point de faire imposer sa loi et ses idées. Comme dit ci-dessus et comme le dit aussi Raoul Cauvin à travers sa BD, Mary Edwards Walker éprouvait beaucoup de mépris envers les hommes mais cela ne l’empêchait pas de porter secours à ceux qui en avaient besoin, peu importe le camp dont ils faisaient partie. Les confédérés de l’état du sud l’ont accusée d’espionnage de par son comportement et l’ont donc capturée et emprisonnée. On peut donc affirmer qu’il y a une part de vraisemblance dans le plan que le Général Grant échafaude dans la BD pour que Miss Walker soit capturée. Lors de la lecture de cette BD, on remarque deux batailles différentes dans lesquelles Miss Walker a joué un rôle important dans les soins médicaux : la bataille de Bull Run et la bataille de Warrenton. On retrouve cette similitude dans la vie de Mary Edwards Walker, elle fait ses preuves comme chirurgienne assistante notamment lors de la bataille de Bull Run. On sait aussi qu’elle a participé à la bataille de Warrenton mais nous n’avons pas d’informations concernant son rôle dans cette bataille. Un des seuls reproches que l’on peut faire sur le manque de réalisme du personnage de Miss Walker est la représentation de son visage qui apparaît avec des traits plus sévères et sérieux qu’il ne l’est en réalité.
On peut conclure que Raoul Cauvin s’est bien renseigné au sujet de Mary Edwards Walker concernant ces différents points : sa biographie, son caractère, ses batailles, son emprisonnement, son couple, etc. En restant dans la fiction, le scénariste a réussi à présenter Mary Edwards Walker de manière ludique et réaliste. 